# اتان کلمن
اتان کلمن (انگلیسی: Ethan Coleman؛ زادهٔ ۲۸ ژانویهٔ ۲۰۰۰) بازیکن فوتبال است.